# Bataille de Korsakov
Guerre russo-japonaise
Batailles
- Port-Arthur (1re)
- Chemulpo
- Yalou
- Nanshan
- Te-li-Ssu
- Incident du Hitachi Maru
- Col de Motien
- Tashihchiao
- Port-Arthur (2e)
- Hsimucheng
- Mer Jaune
- Ulsan
- Korsakov
- Liaoyang
- Cha-Ho
- Sandepu
- Mukden
- Tsushima
- Invasion de Sakhaline

La bataille de Korsakov (コルサコフ海戦) est un affrontement naval de la guerre russo-japonaise qui eut lieu le 20 août 1904.
À la suite de la dispersion de la flotte russe lors de la bataille de la mer Jaune le 10 août 1904, certains navires parviennent à regagner Port-Arthur. Mais plusieurs bâtiments russes réussirent à s'échapper et trouvèrent refuge dans différents ports neutres. Accompagné du Tsarevitch, le Novik se dirige vers le port neutre allemand de Tsingtao. Afin d'éviter l'internement du croiseur, le commandant Maximilian Schultz choisit de dépasser ses poursuivants à la hauteur des îles japonaises et mit le cap sur Vladivostok. Le navire est poursuivi par le croiseur japonais Tsushima (en), bientôt rejoint par le croiseur Chitose (en). Repéré par un navire de transport de charbon japonais, le Novik est pris au piège dans la baie d'Aniva, située à l'extrémité sud de l'île de Sakhaline. Au cours de ce combat, le Novik est touché par cinq tirs japonais qui font deux victimes et blessent 17 marins. Le croiseur gagne alors le port de Korsakov. Constatant des dégâts considérables à bord et afin de rendre impossible la récupération du Novik, le commandant ordonne le sabordage du croiseur.

## Bibliographie

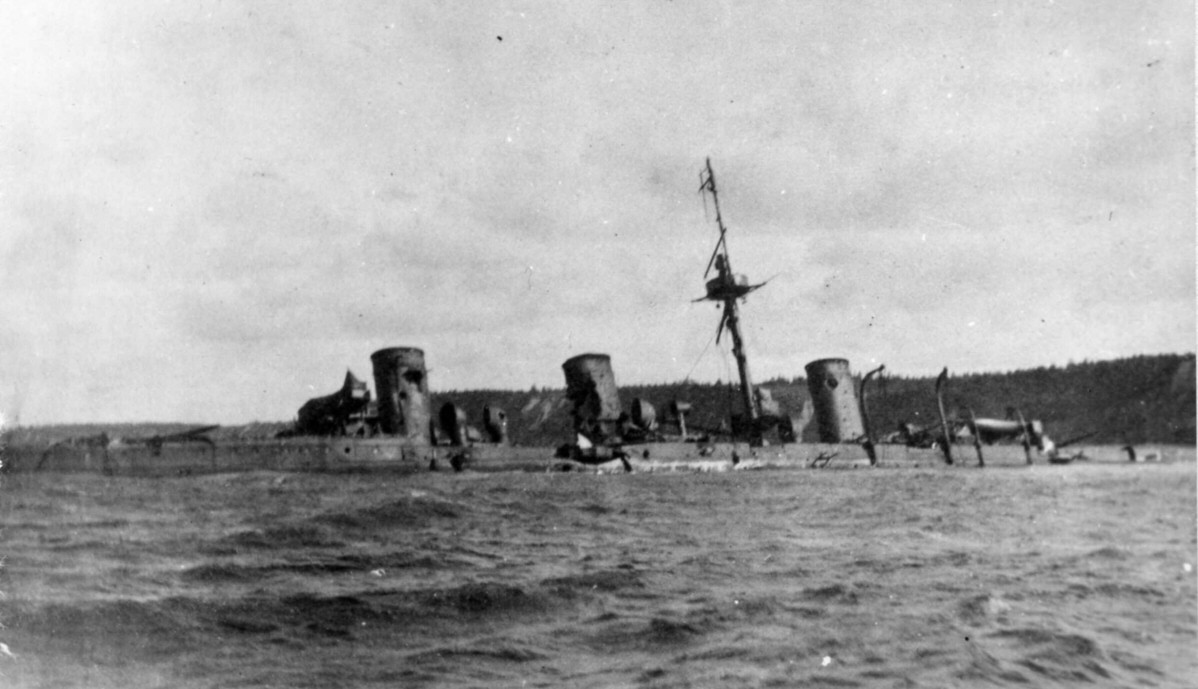
Naufrage du croiseur russe Novik.